# Jézus-ima
A Jézus-ima a nyugaton ismert rózsafüzérhez hasonló, a keleti keresztény hagyományban elterjedt szóbeli ima, amely már a VII. században ismert volt. Szövege az evangéliumi farizeus és vámos példabeszédéből (Isten, irgalmazz nekem bűnösnek!), illetve a vak Bartimeus felkiáltásából (Jézus, Dávid Fia, könyörülj rajtam!) kiindulva alakult ki.

## Az ima szövege
Legteljesebb formája magyarul így hangzik:
„Uram, Jézus Krisztus, Élő Isten Fia, könyörülj rajtam bűnösön!”
Az ima szövege természetesen változhat, egyes részei elmaradhatnak:
„Uram, Jézus Krisztus, Isten Fia, könyörülj rajtam, bűnösön!”
„Uram, Jézus Krisztus, könyörülj rajtam, bűnösön!”
„Uram, Jézus Krisztus, könyörülj rajtam vagy rajtunk!” stb.
Legősibb formája a keleti és nyugati liturgiában egyaránt általános Kyrie eleyson! (Uram, irgalmazz!), legrövidebb alakja pedig egyszerűen a Szent Név: JÉZUS! vagy Jézus Krisztus!

## A csotki
Az ima recitálásához segítségül szolgál egy imafüzér (oroszul: csotki, görögül: komboskhini, románul: metanii, arabul: mishbaha), amelyet általában – ellentétben a rózsafüzérrel – fonalból csomóznak. A csomók száma változó, lehet 33 (Jézus földi éveinek száma) illetve létezik 50,100, sőt 500 szemes is. A csomók általában nincsenek bizonyos szakaszonként egymástól elválasztva, bár a 100 csomós esetében előfordul, hogy minden 25. után egy nagyobb – esetleg fából vagy más anyagból készült – csomó van. A végén szintén fonalból csomózott kereszt található (bojt nélkül görög stílusú), amely esetenként nagyobb bojtban végződik (orosz stílusú). Egyesek szerint a bojt arra szolgál, hogy az imádkozó a bűnbánat könnyeit vagy verítékét (a keleti szerzetesek ezt a magánimát mély meghajlásokkal illetve leborulásokkal kísérik) letörölje. A színe általában fekete (az alázat és bűnbánat színe).